# Stanisław Cieniuch (ekonomista)
Stanisław Cieniuch (ur. 22 lipca 1947 w Cieplicach Śląskich-Zdroju) – polski ekonomista i dyplomata.

## Życiorys
Stanisław Cieniuch ukończył ekonomię w Szkole Głównej Planowania i Statystyki (1970). Po studiach zajmował się sprawami zagranicznymi w organizacjach studenckich, młodzieżowych i związkowych. Od 1982 pracował naukowo w Instytucie Rozwoju Gospodarczego SGPiS, od 1984 w Maison des Sciences de l’Homme w Paryżu. Współpracownik działu prognoz Komisji Wspólnot Europejskich w Brukseli (1988–1989). W 1989 powrócił do Polski, będąc konsultantem ad hoc Leszka Balcerowicza ds. tworzenia rynków pracy, negocjacji zbiorowych i restrukturyzacji podczas transformacji ustrojowej. Od 1991 kierował polską ambasadą w Pretorii, początkowo jako chargé d’affaires, a od 22 kwietnia 1993 do 1997 jako ambasador w Republice Południowej Afryki. Tworzył polską obecność dyplomatyczną i konsularną w krajach południa Afryki. W 1997 objął stanowisko doradcy prezesa Polskiego Banku Rozwoju SA. W 1998 powrócił do Ministerstwa Spraw Zagranicznych jako dyrektor Departamentu Krajów Pozaeuropejskich i Systemu Narodów Zjednoczonych. W 2001 otrzymał nominację na ambasadora w Libanie. Nie podjął stanowiska, wybierając pracę w kijowskim przedstawicielstwie Międzynarodowej Organizacji Pracy.
Jest autorem i współautorem publikacji i ekspertyz naukowych z zakresu polityki międzynarodowej.
Zna angielski, rosyjski i francuski. Jest żonaty, ma dwie córki.